# David Kofler
David Kofler (* 13. Februar 1922 in Olang; † 13. März 2012 in Bruneck) war der erste Leiter des Deutschen Schulamts Südtirols von 1975 bis 1987.

## Kindheit und Jugend
Kofler wurde auf einem Bauernhof in Mitterolang geboren. Die ersten Schuljahre verbrachte er in seinem Heimatort. Danach besuchte er das Gymnasium Vinzentinum in Brixen und wechselte ins Bischöfliche Gymnasium Paulinum in Schwaz. Vor der Reifeprüfung wurde er zur deutschen Wehrmacht einberufen; es folgten vier Jahre an der Front.
Im Jahre 1945 – nach Kriegsende – legte Kofler am Realgymnasium in Brixen die Matura ab und begann an der Universität Innsbruck das Studium der Klassischen Philosophie; 1949 promovierte er zum Doktor. Im Jahr 1952 erwarb er den entsprechenden Titel an der Universität Padua, da der österreichische Abschluss in Italien nicht anerkannt worden war.

## Beruflicher Werdegang
Nachdem er bereits einige Jahre am Humanistischen Gymnasium in Bruneck Deutsch, Latein, Griechisch, Geschichte und Erdkunde unterrichtet hatte, wurde er 1959/1960 Direktor der Mittelschule und didaktischer Leiter des Lyzeums. Stadtgemeinde, Land und Unterrichtsministerium konnte er überzeugen, das Humanistische Gymnasium in Bruneck, das damals noch als Außenstelle von Meran geführt wurde, als eigene Schule anzuerkennen. Seine diplomatisches Geschick und seine besondere Organisationsfähigkeit fielen bei der Gelegenheit bereits auf. Im Oktober 1968 trat der stellvertretende Schulamtsleiter Südtirols Fritz Ebner aus gesundheitlichen Gründen zurück. Auf Vorschlag von Landesrat Anton Zelger wurde Kofler zum Nachfolger ernannt; 1969 nahm er offiziell das neue Amt des stellvertretenden Schulamtsleiters an. Die volle Verantwortung für die Schule in Südtirol lag in diesem Jahr noch beim italienischen Schulamtsleiter Alfio Cozzi.
1972 trat das Zweite Autonomiestatut in Südtirol in Kraft. Ab diesem Zeitpunkt war es möglich, ein eigenständiges Schulsystem aufzubauen. 1975 wurden die drei Schulämter errichtet: ein italienisches, ein deutsches und ein ladinisches mit drei verschiedenen Leitern. Kofler wurde der erste Leiter des Deutschen Schulamtes. In den darauf folgenden Jahren legte das Bildungswesen in Südtirol die rechtlichen Fundamente für die heutige Schulwelt mit Planstellen, Lehrplänen, Direktionen sowie unterschiedlichen Schultypen und -stufen fest. Im Herbst 1987 wurde Kofler pensioniert und unterrichtete danach noch vier Jahre im Vinzentinum die Fächer Latein und Philosophie.

## Nebenberufliches Engagement und Privatleben
David Kofler gehörte mehr als 40 Jahre lang dem Leitungsgremium des Medienhauses Athesia an; ab dem Jahre 1959 war er sieben Jahre im Aufsichtsrat und bis 2003 Mitglied des Vorstandes. Zehn Jahre lang war Kofler Vorsitzender des KVW im Pustertal.
Kofler war 32 Jahre mit seiner Frau Martina († 1989) verheiratet und hinterließ drei Kinder mit Familien.